# Florentinsko slikarstvo
Florentinsko slikarstvo ali Florentinska šola se nanaša na umetnike v, iz, ali so vplivali na naturalistični slog razvit v Firencah v 14. stoletju, v glavnem zaradi prizadevanj Giotta in v 15. stoletju vodilne šole zahodnega slikarstva. Nekateri izmed najbolj znanih slikarjev zgodnje florentinske šole so Fra Angelico, Sandro Botticelli, Filippo Lippi, družina Ghirlandaio, Masolino in Masaccio.
Firence so bile rojstno mesto visoke renesanse, vendar so v zgodnjem 16. stoletju v Rim privabili najpomembnejše umetnike, med njimi tudi Michelangela in Rafaela, kjer so bila največja naročila. Delno so temu sledili Medičejci, nekateri so postali kardinali in celo papež. Podoben proces je vplival tudi na poznejše florentinske umetnike. V baročnem obdobju so številni slikarji, ki so delali v Firencah, le redko pomembni.

## Pred letom 1400
Najzgodnejša značilna toskanska umetnost, ki je nastala v 13. stoletju v Pisi in Lucci, je bila osnova za kasnejši razvoj. Nicola Pisano je kazal svoje razumevanje klasičnih oblik, kot je tudi njegov sin Giovanni Pisano, ki je nove ideje o gotskem kipu vnesel v toskanski umetnostni jezik, ko sta oblikovala figure naturalistično kot še nihče do tedaj. To se je ponovilo pri delu pisanskih slikarjev v 12. in 13. stoletju, predvsem Giunta Pisana, ki je vplival na tiste velikane kot je Cimabue ter skozi njega Giotto in zgodnje florentinske umetnike iz 14. stoletja.
Najstarejši obsežni florentinski slikovni projekt je mozaik v notranjosti kupole krstilnice sv. Janeza, ki se je začel okoli leta 1225. Čeprav so bili v projekt vključeni umetniki iz Benetk, so toskanski umetniki ustvarili izrazne, živahne prizore, ki so pokazali čustveno vsebino, za razliko od prevladujoče bizantinske tradicije. Coppo di Marcovaldo je odgovoren za osrednjo figuro Kristusa in je prvi umetnik Firenc, vključen v projekt. Kot table Marija in otrok, ki so naslikane za cerkve Servita v Sieni in Orvietu, včasih pripisane Coppou, ima Kristusova slika občutek volumna.
Podobna dela so bila naročena tudi za firenške cerkve Santa Maria Novella, Santa Trinita in Ognissanti v poznem 13. stoletju in začetku 14. stoletja. Duccioeva tabla iz okoli leta 1285, Marija z otrokom na prestolu in šest angelov ali Rucellaijeva Marija, za Santa Maria Novella, ki je zdaj v galeriji Ufizi, prikazuje razvoj naturalističnega prostora in oblike in morda ni bila prvotno namenjena kot oltarni nastavek. Table Marije so bile uporabljene na vrhu kornih pregrad, kot v baziliki svetega Frančiška Asiškega, ki ima tablo v freski Preverjanje stigme v ciklu Življenje svetega Frančiška. Cimabuejeva Marija iz svete Trojice in Ducciova Rucellaijeva Marija pa ohranita prejšnji stilizem prikazovanja svetlobe na draperiji kot mrežo linij.
Giottojev občutek svetlobe je vplival na freske, ki jih je videl med delom v Rimu, v svojih delih narativnega stenskega slikarstva, še posebej tistih, ki jih je naročila družina Bardi, so njegove figure postavljene v naraven prostor in so razsežne in imajo dramatičen izraz. Podoben pristop k svetlobi so uporabljali njegovi sodobniki, kot je Bernardo Daddi, njihovo pozornost za naturalizem pa so spodbudili predmeti, ki so bili naročeni za frančiškanske in dominikanske cerkve v 14. stoletju, v naslednjih stoletjih pa naj bi vplival na florentinske slikarje. Medtem ko so bile nekatere tradicionalne kompozicije, kot so tiste, ki se ukvarjajo z ustanovitelji redov in zgodnjimi svetniki, druge, kot so prizori nedavnih dogodkov, ljudi in krajev, niso imeli nobenega precedensa, ki bi omogočale novosti.
V 13. stoletju je prišlo do povečanega povpraševanja po slikarstvu religioznih tabel, še posebej oltarnih nastavkov, čeprav je razlog za to nejasen. Zgodnji toskanski slikarji in rezbarji iz 14. stoletja so ustvarili oltarje, ki so bili bolj kompleksni, iz več delov s kompleksnim oblikovanjem. Naročila tistega časa kažejo, da so stranke pri naročanju umetnika pogosto imele obliko lesa, in razpravljali o verskih figurah, ki jih morajo upodobiti z umetniki. Vsebina pripovednih prizorov na tablah v predelah se redko omenja v pogodbah in je morda prepuščena zadevnim umetnikom. Florentinske cerkve so naročile številne umetnike iz Siena, da so ustvarili oltarje, kot je Ugolino di Nerio, ki so ga poklicali za obsežno delo za oltar v baziliki Santa Croce, ki je bil lahko prvi poliptih na firenškem oltarju. Cehi, ki se zavedajo spodbude, ki so ga prinesli zunanji obrtniki, je umetnikom iz drugih območij olajšalo delo v Firencah. Kiparji so imeli lasten ceh, ki je imel manjši status in 1316 slikarjev je bilo članov vplivne Arte dei Medici e Speziali. Cilj so postali pomembni pokrovitelji umetnosti, od zgodnjega 14. stoletja pa so različni veliki cehi nadzorovali vzdrževanje in izboljšanje posameznih verskih objektov; vsi cehi so sodelovali pri obnovi Orsanmichele.
Naturalizem, ki so ga razvili zgodnji florentinski umetniki, se je zgodil v tretji četrtini 14. stoletja, kar je verjetno posledica kuge. Glavna naročila, kot je oltarni nastavek za družino Strozzi (iz približno 1354-57) v Santa Maria Novelli, so zaupali Andrei di Cione, katerega dela in njegovih bratov so bolj ikonična pri obravnavanju figur in imajo prej občutek stisnjenega prostora.

## Zgodnja renesansa, po letu 1400
Firence so ostale najpomembnejši center italijanskega renesančnega slikarstva. Prve resnične renesančne podobe v Firencah so od leta 1401, prvo leto stoletja, znane v italijanščini kot quattrocento, sinonim za zgodnjo renesanso; vendar niso slike. Na ta dan je potekal natečaj, da bi našli umetnika, ki bi ustvaril par bronastih vrat za krstilnico svetega Janeza, najstarejšo preostalo cerkev v mestu. Baptisterij je velika osmerokotna stavba v romanskem slogu. Notranjost kupole je okrašena z ogromno mozaično podobo Kristusa v slavi, ki naj bi jo izdelal Coppo di Marcovaldo. Ima tri velike portale, osrednji del pa je bil takrat napolnjen z vrati vrat, ki jih je ustvaril Andrea Pisano osemdeset let prej.
Pisanova vrata so bila razdeljena na 28 četverolistov na predelkih, ki vsebujejo narativne prizore iz Življenja Janeza Krstnika. Tekmovalci, med katerimi je bilo sedem mladih umetnikov, je vsak oblikoval bronasto ploščo podobne oblike in velikosti, ki je predstavljala Žrtvovanje Izaka. Dve plošči sta ohranjeni,  Lorenza Ghibertija in Brunelleschija. Vsaka plošča kaže nekaj strogo klasicističnih motivov, ki kažejo smer gibanja umetnosti in filozofije v tem času. Ghiberti je v klasičnem slogu ustvarol golo figuro Izaka. Kleči na grobu, okrašenem z akantovimi svitki, ki se prav tako umetnost antičnega Rima. V Brunelleschijevem panelu ena od dodatnih figur, ki so vključene v sceno, spominja na dobro znano rimsko bronasto figuro dečka, ki si izdira trn iz noge. Brunelleschijevo ustvarjanje predstavlja izziv v dinamični intenzivnosti. Manj elegantna kot Ghibertijeva, z več človeške drame in bližajoče se tragedije. 
Ghiberti je zmagal na natečaju. Njegov prvi sklop vrat je trajal 27 let, nato pa so mu naročili, da naredi druga. V 50-ih letih, ko je Ghiberti delal na njih, so vrata mnogim umetnikom v Firencah zagotovila učilnico. Ker so bila narativna v tematiki in ne samo v spretnostih pri urejanju figurativnih kompozicij, temveč tudi v naraščajočih spretnostih linearne perspektive, so imela vrata velik vpliv na razvoj florentinske slikovne umetnosti. Bila so združujoči dejavnik, vir ponosa in družabnih odnosov tako za mesto kot za njegove umetnike. Michelangelo jih je imenoval Vrata Paradiža.

### Kapela družine Brancacci
Leta 1426 sta dva umetnika začela slikati fresko cikla Življenje svetega Petra v kapeli družine Brancacci v cerkvi Carmelite v Firencah. Oba sta imenovala Tommaso in so ju poimenovali Masaccio in Masolino.
Več kot kateri koli drugi umetnik, je Masaccio prepoznan po sledenju dela Giotta. Prenašal je prakso slikanja iz narave. Njegove slike dokazujejo razumevanje anatomije, razkrivanja, linearne perspektive, svetlobe in preučevanja draperije. Med njegovimi deli sta figuri Adam in Eve, ki sta bila izgnana iz Raja, naslikani na loku v kapeli, znani po realnem prikazu človeške oblike in človeških čustev. Nasprotno sta nežni in lepi figuri, ki jih je naslikal Masolino na nasprotni strani Skušnjava Adama in Eve. Poslikava kapele družine Brancacci je ostala nepopolna, ko je Masaccio umrl pri 26-ih letih. Delo je kasneje končal Filippino Lippi. Delo Masaccia je postalo vir navdiha mnogim kasnejšim slikarjem, med njimi Da Vincija in Michelangela. 

### Razvoj linearne perspektive
V prvi polovici 15. stoletja je doseganje učinka realnega prostora v sliki z uporabo linearne perspektive bila glavna skrb mnogih slikarjev, pa tudi arhitektov Brunelleschija in Albertija, ki sta teoretizirala o tej temi. Znano je, da je Brunelleschi opravil številne skrbne študije trga in osmerokotne krstilnice pred Firenško stolnico in je mislil, da je pomagal Masacciu pri ustvarjanju njegove znane trompe l'oeil niše okoli Svete Trojice, ki jo je naslikal v Santa Maria Novelli.
Po mnenju Vasarija je bil Paolo Uccello tako obseden s perspektivo, da je pomislil na malo drugega in eksperimentiral z njo v številnih slikah, najbolj znane pa so tri slike bitke pri San Romanu, kjer je uporabljal razbito orožje na terenu in polja na oddaljenih gričih v perspektivi.
Piero della Francesca je v 1450-ih letih na slikah, kot je Bičanje Kristusa, pokazal svoje obvladanje linearne perspektive in tudi poznavanje svetlobe. Druga slika obstaja, razgled na mesto neznanega umetnika, morda Piero della Francesca, ki prikazuje vrsto eksperimenta, ki ga je izdelal Brunelleschi. Od takrat naprej je bila linearna perspektiva razumljiva in redno uporabljana, kot je npr. Perugino v svoji sliki Kristus izroča ključe sv. Petru v Sikstinski kapeli.

### Razumevanje svetlobe
Giotto je uporabil tonaliteto za ustvarjanje oblike. Taddeo Gaddi je v svoji nočni sceni v Baroncellijevi kapeli pokazal, kako se lahko svetloba uporabi za ustvarjanje drame. Paolo Uccello, sto let kasneje, je eksperimentiral z dramatičnim učinkom svetlobe na nekaterih svojih skoraj enobarvnih freskah. Veliko jih je izvedel v terra verde ali 'zeleni zemlji', ko je oživljal svoje kompozicije z dotiki živo redeče. Najbolj znan je njegov konjeniški portret Johna Hawkwooda na steni stolnice v Firencah. Tukaj in na štirih glavah prerokov, ki jih je naslikal okoli notranje ure v stolnici, je uporabil močno kontrastne tone, kar kaže, da je vsaka slika osvetljena z naravnim svetlobnim virom, kot da bi bil vir dejansko okno v stolnici .
Piero della Francesca je nadaljeval študijo o svetlobi. V Bičanju kaže znanje o tem, kako se svetloba sorazmerno razširi iz točke izvora. Na tej sliki sta dva vira svetlobe, en v zgradbi in drug zunaj. Od notranjega izvora, čeprav je svetloba sama nevidna, se njen položaj lahko izračuna z matematično natančnostjo. Leonardo da Vinci je moral prenašati Pierovo delo na svetlobo. 

### Marija
Blažena Devica Marija, ki jo je katoliška cerkev po vsem svetu cenila, je bila posebej poudarjena v Firencah, kjer je bila njena čudežna podoba na stebru na koruznem trgu in kjer imata tako stolnica Santa Maria del Fiore kot velika dominikanska cerkev Santa Maria Novella ime v njeno čast.
Čudežna slika na koruzem trgu je bila uničena v ognju, vendar je bila v 1330-ih zamenjana z novo Bernarda Daddija, ki je postavljena pod Orcagnov bogato kovan baldahin. Odprto spodnje nadstropje stavbe je bilo zaprto in posvečeno kot Orsanmichele.
Predstavitve Marije in otroka so bile zelo priljubljene umetniške oblike v Firencah. Vse oblike so uporabilib, od majhnih masovno izdelanih terakota plošč do veličastnih oltarnih nastavkov, kot so Cimabue, Giotto in Masaccio. Majhne Marije za dom so bile delo za kruh in maslo večine slikarskih delavnic, ki so jih pogosto izdelovali mlajši člani po mojstrovem modelu. Javne zgradbe in vladne službe so pogosto vsebovale te ali druge verske slike.
Med tistimi, ki so v času zgodnje renesanse naslikali pobožno Marijo so Fra Angelico, Fra Filippo Lippi, Verrocchio in Davide Ghirlandaio. Kasneje je bil vodilni dobavitelj Botticelli in njegova delavnica, ki je ustvarila veliko število Marij za cerkve, domove in tudi javne stavbe. Za velikanske domove je uvedel velik okrogli tondo format. Peruginove Marije in svetniki so znani po svoji sladkosti in so ohranjene številne majhne Marije, ki so pripisane Leonardu da Vinciju, kot je Madonna Benois. Tudi Michelangela, ki je bil predvsem kipar, so prepričali, da je naslikal Doni Tondo, medtem ko so Rafaelove med najbolj priljubljenimi in številnimi deli.

### Porodni pladenj
Florentinska posebnost je bila okrogel ali dvostranski desco del parto ali 'porodni pladenj', na katerem je nova mati servirala sladkarije ženskim prijateljicam, ki so jo obiskale ob rojstvu. Preostanek časa se zdi, da so bili obešeni v spalnici. Obe strani sta poslikana, ena s prizori, ki spodbujajo mater med nosečnostjo, ki pogosto kaže golega dojenčka; za gledanje pozitivnih slik so verjeli, da spodbuja porod.

### Slikanje in tiskanje
Od sredine stoletja so Firence postale vodilno središče Italije v novi industriji grafičnega oblikovanja, saj so se številni florentinski zlatarji obračali k izdelavi plošč za gravure. Pogosto so kopirali slog slikarjev ali risbe, ki so jih dobili. Botticelli je bil eden prvih, ki je eksperimentiral z risbami za ilustracijo knjig, v njegovem primeru Danteja. Antonio del Pollaiolo je bil zlatar, pa tudi tiskar in vrezal sebe v svoji Bitki golega moškega; po svoji velikosti in prefinjenosti je to italijanski tisk nove ravni in ostaja eden najbolj znanih tiskov renesanse.

### Pokroviteljstvo in humanizem
V Firencah so v poznem 15. stoletju večino umetniških del, tudi tistih, ki so bila narejena kot dekoracija za cerkve, običajno naročili in plačevali zasebni pokrovitelji. Veliko pokroviteljstva je prišlo od družine Medici ali tistih, ki so bili tesno povezani z njimi ali so bili z njimi v drugih odnosih, kot so Sassetti, Ruccellai in Tornabuoni.
V 1460-ih je Cosimo de 'Medici določil Marsilio Ficina za svojega rezidenčnega humanističnega filozofa in plačal njegov prevod Platona in njegovo poučevanje Platonove filozofije, ki se je osredotočil na človeštvo kot središče naravnega vesolja, na osebni odnos z Bogom in bratsko ali platonsko ljubezen kot najbližje kar bi človek lahko posnemal ali razumel kot ljubezni do Boga. 
V srednjeveškem obdobju je bilo vse, kar je povezano s klasičnim obdobjem, zaznano kot povezano s paganizmom. V renesansi so se vedno bolj povezovali z razsvetljenjem. Številke klasične mitologije so začele prevzemati novo simbolično vlogo v krščanski umetnosti in še posebej, da je boginja Venera prevzela novo diskretnost. Rodila se je popolnoma oblikovana, z nekakšnim čudežem, ona je bila nova Eva, simbol nedolžne ljubezni ali celo s podaljškom simbol same Device Marije. V tej vlogi vidimo Venero v dveh znamenitih tempera slikah, ki jih je naredil leta 1480 Botticelli za Cosimovega nečaka, Pierfrancesca Medici, Primavera (Alegorija pomladi) in Rojstvo Venere. 
Medtem je Domenico Ghirlandaio, pazljiv in natančen risar in eden najboljših slikarjev portretov v svoji dobi, izvedel dva cikla fresk za Medičejce v dveh večjih cerkvah v Firencah, Sassettijevo kapelo v Sveti Trojici in kapeli Tornabuonijevih v baziliki Santa Maria Novelli. V teh ciklusih Življenje svetega Frančiška, Življenje Device Marije in Življenje Janeza Krstnika je bilo prostora za portrete pokroviteljev. Zahvaljujoč Sassetijevemu pokroviteljstvu je s svojim delodajalcem Lorenzom il Magnificom in Lorenzovimi tremi sinovi z mentorjem, humanistom pesnikom in filozofom Agnolo Polizianom, portretiral samega sebe. V kapeli Tornabuonijevih je še en portret Poliziana, ki ga spremljajo drugi vplivni člani Platonske akademije, vključno z Marcelijem Ficinom.

### Flamski vpliv
Od leta 1450, s prihodom flamskega slikarja Rogierja van der Weydna v Italijo in morda prej, so umetniki predstavili medij oljne barve. Medtem ko sta tempera in fresko poskrbela za upodobitev vzorca, prav tako ni predstavljal uspešnega načina realističnega prikazovanja naravnih tekstur. Visoko fleksibilno sredstvo olja, ki je lahko bilo neprozorno ali transparentno ter dovolilo spremembo in dopolnitve dneve kasneje, ko je bilo suho, je italijanskim umetnikom odprlo nov svet možnosti.
Leta 1475 je v Firence prišel ogromen oltarni nastavek Čaščenje pastirjev. Po nalogu družine Portinari, ga je naslikal Hugo van der Goes in so ga odpremili iz Bruggesa in postavili v kapelo svetega Egidija v bolnišnici Santa Maria Nuova. Oltarni nastavek žari z intenzivnimi rdečimi in zelenimi barvami, v nasprotju s sijajnimi črnimi barvnimi oblekami donatorjev Portinari. V ospredju je mirno življenje cvetja v kontrastnih posodah, ena iz emajlirane keramike in druga iz stekla. Samo steklena vaza je bila dovolj, da je vzbudila pozornost. Toda najbolj vplivni aspekt triptiha je bila izjemno naravna in živa kakovost treh pastirjev s ščetinastimi bradami, rokami in izrazi, ki se gibajo od oboževanja do čudenja in nerazumevanja. Domenico Ghirlandaio je takoj razkril svojo različico, s čudovito italijansko Marijo namesto dolgočasne flamske in sebe, ki se je držal teatralno kot eden izmed pastirjev.

### Papeška naročila v Rimu
Leta 1477 je papež Sikst IV. zamenjal zapuščeno staro kapelo v Vatikanu, v kateri so potekali številni papeški obredi. Notranjost nove kapele, imenovane Sikstinska kapela v njegovem času, se zdi, da je bila že od začetka načrtovana serija 16 velikih fresk med pilastri na srednjem nivoju, z vrsto slikanih portretov papežev nad njimi.
Leta 1480 je bilo delo naročeno skupini umetnikov iz Firenc: Botticelli, Pietro Perugino, Domenico Ghirlandaio in Cosimo Rosselli. Ta cikel fresk je prikazoval Zgodbe o Mojzesovem življenju na eni strani kapele in Zgodbe o Kristusovem življenju na drugi strani s freskami, ki se med seboj dopolnjujejo v temi. Jezusovo rojstvo in Mojzesovo spoznanje sta bila na steni za oltarjem, med njima je bil oltarni nastavek Marijino vnebovzetje. Te slike, vse s Perugina, so bile pozneje uničene zaradi Michelangelove Poslednje sodbe.
Preostalih 12 slik kaže na virtuoznost, ki so jo dosegli ti umetniki in očitno sodelovanje med posamezniki, ki običajno uporabljajo zelo različne sloge in veščine. Slike so dobile celotno paleto svojih zmožnosti, saj so vključevale veliko število moških, žensk in otrok ter značajev, od vodilnih angelov do besnih faraonov in samega hudiča. Vsaka slika je zahtevala pokrajino. Zaradi lestvice slik, o katerih so se umetniki strinjali, v vsaki sliki pokrajina in nebo prevzameta celotno zgornjo polovico scene. Včasih, kot pri Botticellijevem prizorišču Čiščenje gobavca, v pokrajini potekajo še dodatne majhne pripovedi, v tem primeru Kristusova skušnjava.
Peruginova Kristus daje ključe sv. Petru, je izjemna po jasnosti in preprostosti sestave, lepote figurativnega slikarstva, ki vključuje avtoportret med opazovalci in še posebej mesto v  perspektivi, ki se sklicuje na Petrovo ministrovanje v Rimu s prisotnostjo dveh triumfalnih lokov in centralno postavljeno osmerokotno stavbo, ki je lahko krščanska krstilnica ali rimski mavzolej. 

## Visoka renesansa
Firence so bile rojstno mesto visoke renesanse, vendar so v začetku 16. stoletja v Rimu privabili najpomembnejše umetnike, kjer so začeli dobivati največja naročila. Delno so jim sledil Medičejci, nekateri so postali kardinali in celo papež.

### Leonardo da Vinci
Leonardo, zaradi obsega njegovih interesov in izrednega talenta, ki ga je kazal na zelo različnih področjih, velja za arhetipskega »renesančnega človeka«. Toda najprej je bil slikar, ki so ga  občudovali že tedaj in kot slikar se je zavedal znanja, ki ga je pridobil od vseh njegovih drugih interesov.
Leonardo je bil znanstveni opazovalec. Naučil se je gledati stvari. Študiral je in risal cvetove polj, jezera, reke, obliko skal in planin, način, kako se svetloba odbija od listja in izžareva v dragulj. Zlasti je študiral človeško obliko, pri čemer je razkosal trideset ali več človeških trupel iz bolnišnice, da bi razumel mišice in mišice.
Več kot katerikoli drugi umetnik je napredoval v študiji »atmosfere«. V svojih slikah, kot so Mona Liza in Devica v votlini, je s takšno subtilnostjo uporabil svetlobo in senco, da je postala znana kot Leonardov "sfumato" ali "dim".
Istočasno, ko je gledalca vabil v skrivnostni svet premikajočih se senc, kaotičnih gora in vrtinčastih hudournikov, je Leonardo dosegel stopnjo realizma v izrazu človeških čustev, kot jih je že v preteklosti oblikoval Giotto, ne pa tudi Masacciov Adam in Eva. Leonardova Zadnja večerja, naslikana v refektoriju samostana v Milanu, je postala referenčna vrednost za religiozno pripovedno slikarstvo za naslednjo polovico tisočletja. Mnogi drugi renesančni umetniki so naslikali različice Zadnje večerje, le Leonardova je bila neštetokrat reproducirana v lesu, alabastru, mavcu, litografiji, tapiserijah, kvačkanju in namiznih prtih.
Poleg neposrednega vpliva samih del so se Leonardove študije o svetlobi, anatomiji, pokrajini in človeškem izrazu razširile delno s svojo velikodušnostjo do stikov študentov. 

### Michelangelo
Leta 1508 je papežu Juliju II. uspelo pripeljati kiparja Michelangela, da  nadaljuje dekorativne sheme Sikstinske kapele. Strop kapele je bil zgrajen tako, da je obstajalo dvanajst nagnjenih pendentivov, ki podpirajo oboke in oblikujejo idealne površine, na katerih naj bi naslikal dvanajst apostolov. Michelangelo je kmalu zasnoval povsem drugačen načrt, ki je bil precej bolj kompleksen tako v oblikovanju kot tudi v ikonografiji. Obseg dela, ki ga je opravil sam, razen ročne pomoči, je bil titanski in je trajal skoraj pet let.
Papežev načrt za apostole je tematsko oblikoval slikovno povezavo med zgodbo Stare in Nove zaveze na stenah in papežev v galeriji portretov. Dvanajst apostolov in njihov vodja Peter kot prvi rimski škof, predstavljajo most. Michelangelova shema je šla nasprotno. Tema Michelangelovega stropa ni Božji veliki načrt za odrešitev človeštva. Tema je o sramoti človeštva. Gre za človeštvo in vero, ki sta potrebovala Jezusa. 
Površno, strop je humanistična konstrukcija. Figure so nadčloveške velikosti in, v primeru Adama, tako lepe, da po mnenju biografa Vasarija resnično izgledajo, kot da je Bog sam oblikoval podobo in me Michelangelo. Ampak kljub lepoti posameznih osebnosti, Michelangelo ni proslavil človeške drže in zagotovo ni predstavil humanističnega ideala platonske ljubezni. Dejstvo je, da so Kristusovi predniki, ki jih je risal okrog zgornjega dela stene, prikazovali vse najslabše vidike družinskih razmerij, pri čemer so prikazovali disfunkcijo v toliko različnih oblikah, kot so družine.
Vasari je pohvalil Michelangelovo na videz neskončno moč pri ustvarjanju drže figur. Rafael, ki mu je dal predogled Bramante, potem ko je Michelangelo zavrgel krtačo in se je odpravil v Bologno, je naslikal vsaj dve figuri kot posnemanje Michelangelovih prerokov, eno v cerkvi Sant Agostino in drugo v Vatikanu, ter Michelangelov portret na Atenski šoli. 

### Rafael
Z Leonardom da Vincijem in Michelangelom je ime Rafael sinonim za visoko renesanso, čeprav je bil mlajši od Michelangela 18 let in Leonarda skoraj 30. Ni mogoče reči, da je zelo napredoval v slikanju kot njegova slavna sodobnika. Njegovo delo je bil vrhunec vseh razvojnih dogodkov visoke renesanse.
Rafael je imel srečo, da se je rodil kot sin slikarja, zato je bila njegova poklicna pot, za razliko od Michelangela, ki je bil sin manjšega plemstva, odločena vnaprej. Nekaj let po očetovi smrti je delal v umbrijski delavnici pri Peruginu, odličnem slikarju in vrhunskem tehniku. Njegovo prvo podpisano in datirano delo, narejeno pri 21-ih je Razkritje Devici, ki takoj razkriva svoje poreklo v Peruginovem Kristusu, ki daje ključe Petru. 
Rafael je bil brezskrbni značaj, ki je nesramno pritegnil spretnosti znanih slikarjev, katerih življenjska obdobja so obsegale njegovo. V svojih delih sestavlja posamezne lastnosti številnih različnih slikarjev. Okrogle oblike in svetle barve Perugina, živahne portrete Ghirlandaija, realizem in svetlobo Leonarda in močno risarsko pripravo Michelangela so postale eno v slikah Rafaela. V svojem kratkem življenju je izdelal številne velike oltarne nastavke, impresivno klasično fresco morske nimfe Galateje, izjemne portrete z dvema papežema in med njima znanega pisatelja in medtem ko je Michelangelo slikal strop Sikstinske kapele, serijo fresk na stenah v bližnjih vatikanskih sobah, od katerih je Atenska šola enkratno pomembna.
Ta freska prikazuje srečanje vseh najbolj učenih starodavnih Atencev, zbranih v velikem klasičnem okolju okoli osrednje figure Platona, ki ga je Rafael slavno zasnoval po Leonardo da Vinciju. Figura Heraklita, ki sedi z velikim kamnitim kamnom, je portret Michelangela in se nanaša na njegovo sliko preroka Jeremije v Sikstinski kapeli. Njegov portret je na desni, poleg učitelja Perugina.
Toda glavni vir Rafaelove popularnosti niso bila njegova glavna dela, ampak njegova majhna florentinska slika Marije in Kristusa otroka. Znova in znova je naslikal isto okroglolično svetlolaso žensko in njenega naslednika debeluškastega otroka, najbolj znana pa sta bila La Belle Jardinière (Mariija v lepem vrtu), zdaj v Louvru. Njegovo večje delo, Sikstinska Madona, ki se uporablja kot oblikovanje za nešteto vitražnih oken, je v 21. stoletju prišla do ikonične podobe dveh majhnih kerubov, ki sta se reproducirala na vsem od papirnatih namiznih prtičkov do dežnikov. 

## Zgodnji manierizem
Zgodnji manieristi v Firencah, še posebej študenti Andrea del Sarta, kot so Jacopo da Pontormo in Rosso Fiorentino, so opazni po podolgovatih oblikah, negotovem uravnoteženju pozicije, zrušeno perspektivo, iracionalnih nastavitvah in gledališko osvetlitvijo. Kot vodja prve Fontainebleauske šole je bil Rosso Fiorentino glavna sila pri uvedbi renesančnega sloga v Francijo.
Parmigianino (Correggiov študent) in Giulio Romano (Rafaelov glavni pomočnik) sta se gibala v podobno stiliziranih estetskih smernicah v Rimu. Ti umetniki so zoreli pod vplivom visoke renesanse, njihov slog pa je bil označen kot odziv na ali pretirano podaljšanje. Namesto da so neposredno preučevali naravo, so mlajši umetniki začeli študirati helenistično kiparstvo in slike mojstrov preteklosti. Zato je ta slog pogosto označen kot »protiklasični« [16], vendar se je takrat štel za naravno napredovanje iz visoke renesanse. Najzgodnejša eksperimentalna faza manierizma, znana po svojih »protiklasičnih« oblikah, je trajala do leta 1540 ali 1550. [17] Marcia B. Hall, profesorica umetnostne zgodovine na Univerzi Temple, v svoji knjigi Po Rafaelu ugotavlja, da je njegova prezgodnja smrt označila začetek manierizma v Rimu.

## Pozni manierizem
Bronzino (umrl 1572), Pontormov učenec, je bil večinoma dvorni portretist na Medičejskem dvoru, v nekoliko frigidnem formalnem manierističnem slogu. V isti generaciji se Giorgia Vasarija (umrl 1574) veliko bolje spominja kot avtorja knjige Življenja najboljših slikarjev, kiparjev in arhitektov, ki je imela velik in dolgotrajen učinek za ugled florentinske šole. Ampak on je bil vodilni slikar zgodovinskega slikarstva na Medičejskem dvoru, čeprav za njegovo delo zdaj na splošno velja, da je stremel po vplivu, ki ga je imelo Michelangelovo delo in ga mu ni uspelo doseči. To je postalo splošna napaka v Florentinskem slikarstvu desetletja po letu 1530, saj so številni slikarji poskušali posnemati velikane visoke renesanse.

## Barok
V baroku Firence v Italiji niso bile več zelo pomembno središče slikarstva, a vseeno pomembno. Vodilni umetniki, rojeni v mestu, in ki so za razliko od drugih tam preživeli velik del  svoje kariere, so Cristofano Allori, Matteo Rosselli, Francesco Furini in Carlo Dolci. Pietro da Cortona se je rodil v Velikem vojvodstvu Toskana in je veliko delal v mestu.